# Die weiße Spinne (1963)
Die weiße Spinne ist ein deutscher Kriminalfilm aus dem Jahr 1963 mit Joachim Fuchsberger und Karin Dor in den Hauptrollen. Er basiert auf dem gleichnamigen Kriminalroman von Louis Weinert-Wilton. Regie führte Harald Reinl.

## Handlung
Eine Verbrecherbande tötet gegen Bezahlung unliebsame Mitmenschen. Am Tatort findet Scotland Yard nach jedem Mord eine kleine weiße Spinne aus Glas. So auch bei dem leidenschaftlichen Spieler Richard Irvine, der bei einem Autounfall ums Leben kommt. Seine hinterbliebene Frau Muriel ist völlig mittellos. Ihr Mann hatte das ganze Vermögen im „Klub der 55“ verspielt. Zudem glaubt auch die Versicherung nicht an einen Unfall und zahlt deshalb nicht. Als Scotland-Yard-Inspektor Dawson eine Spur in den Spielklub verfolgt, wird er mit einer Drahtschlinge ermordet. Daraufhin beauftragt der Yard schließlich Inspektor Conway, den noch niemand zu Gesicht bekommen hat. Muriel lernt währenddessen Rechtsanwalt Summerfield kennen, der für sie Arbeit in einem karitativen Unternehmen besorgt hat. Dort trifft sie den Sittlichkeitsverbrecher Kiddie Phelips und Ralph Hubbard. Doch auch dieser ist vorbestraft.

## Besonderes
Erst am Ende des Films wird die wahre Identität Inspektor Conways deutlich. Um sie nicht zu früh aufzuklären, steht Conway in seinem Büro immer hinter dem Schreibtisch, wenn er Besuch empfängt. Dazu wird der Besucher durch zwei Lampen angestrahlt, so dass Conway immer im Hintergrund bleibt und nicht zu sehen ist. Zudem ist bei Szenen in Conways Büro nicht die Stimme seines Darstellers zu hören. Conway spricht hier mit der Stimme von Heinz Petruo. Erst als Conway sich Muriel Irvine in seinem Büro offenbart, spricht er mit seiner eigenen Stimme.

## Produktionsnotizen

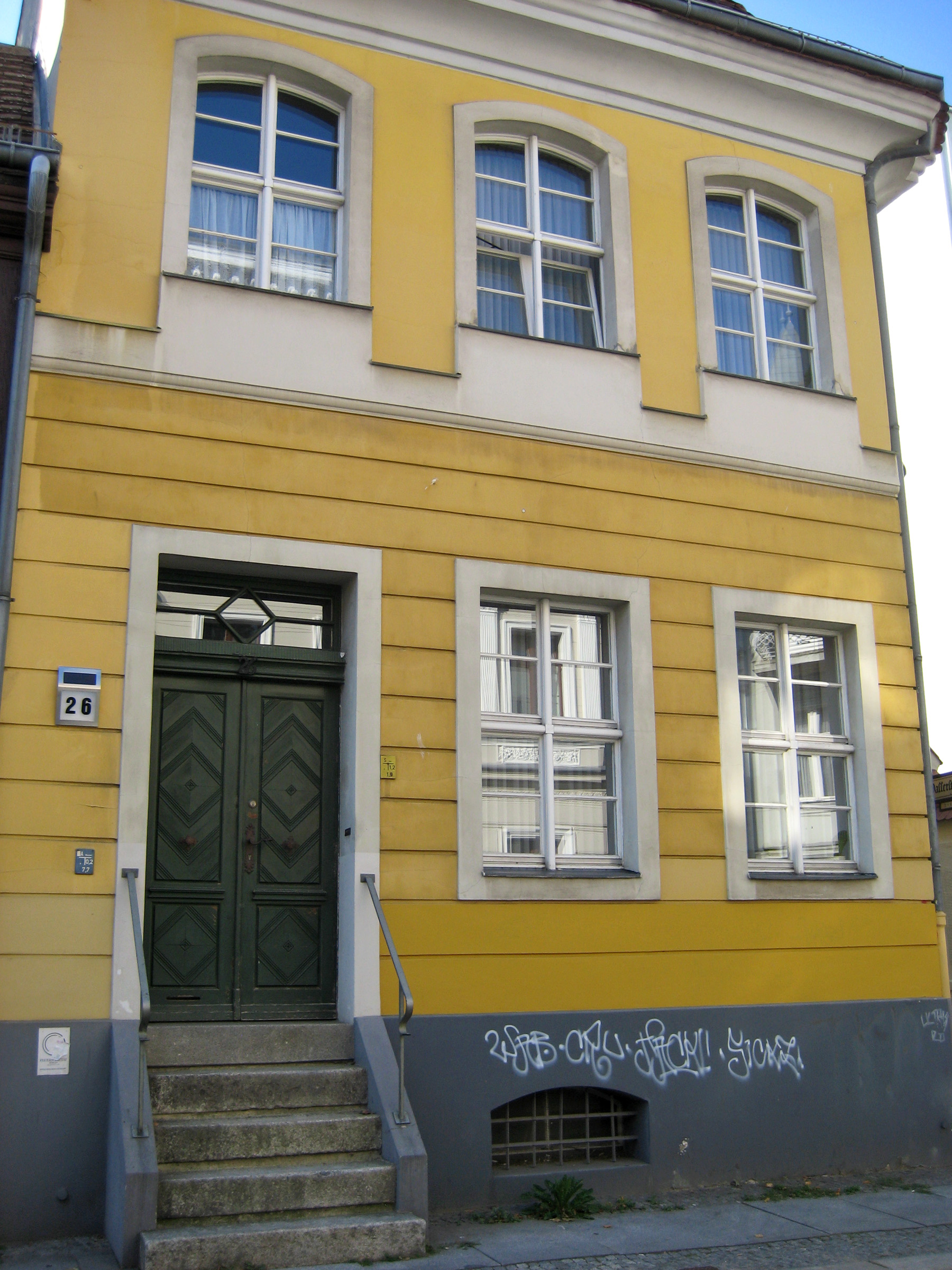
Spandau, Fischerstraße 26: Hier befand sich das Hotel von Mrs. Falk

Produziert wurde der Film von der Arca-Winston Film-Corporation und der Hans-Oppenheimer-Film GmbH. Die Dreharbeiten dauerten vom 21. Januar 1963 bis zum 6. März 1963. Außenaufnahmen entstanden in London, Hamburg und West-Berlin. Zu erkennen ist u. a. die Kirche St. Nikolai in Spandau. Als Hotel von Mrs. Falk diente das unweit gelegene Haus Fischerstraße 26, das damals allerdings einen etwas heruntergekommenen Eindruck machte. Es existiert auch heute noch. Die Uraufführung war am 5. April 1963 gleichzeitig in München, Köln und Saarbrücken. In der DDR kam der Film erst am 15. Oktober 1971 in die Kinos. Im TV war der Film erstmals am 18. Juni 1970 zu sehen. Die Bürger der DDR mussten noch vier Jahre länger auf die Erstausstrahlung warten.

## Kritiken
„Versicherungsbetrug, Unfall oder Mord? Diese Fragen hat Scotland Yard wieder mal zu klären. Die Spuren führen zur „weißen Spinne“, Deckname der Londoner Unterwelt. Teufelssymbol auch für einen verkommenen Varietékünstler, der sich schließlich im eigenen Netz fängt. Seine Verwandlungskünste liefern diesem Krimi die Pointen, entschärfen aber vorzeitig schon die von Harald Reinl geschürte Spannung. Da nützen auch optische und akustische Tricks nicht mehr viel. Die Besetzung […] ist bewährt und routiniert. Eine Glanzleistung: Dieter Eppler als vielgestaltiger Schurke. Ein Fehlgriff: Chris Howland als dümmlicher Steward.“

„Die absurde, mit Horrorelementen versetzte Story ist mit einigen unterhaltenden Kinoqualitäten innerhalb der Konventionen der Edgar-Wallace-Verfilmungen jener Jahre inszeniert.“

„Noch durchgeknallter als die Wallace-Krimis in diesen Jahren.“